# 大和市立林間小学校
大和市立林間小学校（やまとしりつ りんかんしょうがっこう）は、神奈川県大和市林間1丁目にある公立小学校。

## 沿革

### 年表
- 1949年（昭和24年）4月15日 - 高座郡大和町立林間小学校として創立。この時点では、平屋3棟11教室があった。
- 1959年（昭和34年）
  - 2月1日 - 大和町の市制施行により、大和市立林間小学校と改称。同日、学校給食施設が完成し、給食開始。
  - 3月3日 - 原因不明の火災により、木造2階建校舎8教室消失。
- 1961年（昭和36年）
  - 2月17日 - 耐火耐震鉄筋コンクリート3階建校舎（本館）落成。
  - 4月1日 - 特殊学級（杉の子級）設置。
- 1965年（昭和40年）6月 - 新館第一期防音工事完成（鉄筋3階建10教室）。
- 1966年（昭和41年）
  - 3月 - 新館第二期防音工事完成（鉄筋3階建7教室）。
  - 9月30日 - 立体運動施設完成。
- 1967年（昭和42年）
  - 4月1日 - 大和市立西鶴間小学校分離。
  - 10月1日 - 校旗制定（有志による寄贈）。
- 1970年（昭和45年）12月25日 - 体育館落成。
- 1971年（昭和46年）4月1日 - 大和市立緑野小学校分離。
- 1973年（昭和48年）7月10日 - プール完成。
- 1974年（昭和49年）4月1日 - 大和市立南林間小学校分離。同日、在宅児訪問学級設置。
- 1976年（昭和51年）3月31日 - 特別教室（理科室、理科準備室）完成。
- 1977年（昭和52年）8月30日 - プレハブ校舎増築工事着工。
- 1978年（昭和53年）
  - 4月5日 - 特別教室4教室完成。
  - 4月15日 - 創立30周年記念式典挙行。
  - 5月18日 - スプリンクラー（8口）完成。
- 1979年（昭和54年）
  - 4月15日 - アラーム取り付け工事完了。
  - 11月13日 - 体育倉庫完成。
- 1980年（昭和55年）4月5日 - 校庭西側校地拡張工事完了。
- 1981年（昭和56年）3月31日 - 新給食室完成。
- 1984年（昭和59年）9月1日 - 本館改装工事のためプレハブ校舎での授業を開始（3学年、16学級）。
- 1985年（昭和60年）
  - 2月1日 - 本館防音改装工事完了。
  - 11月1日 - 集中暖房工事完了。
- 1986年（昭和61年）3月25日 - プレハブ校舎撤去。
- 1988年（昭和63年）11月27日 - PTA主催による創立40周年記念行事実施。
- 1989年（平成元年）4月 - 金魚池正面玄関横に移設。
- 1990年（平成2年）
  - 3月27日 - 西棟完成（3階建10教室）。同日から、本館・新館の呼称を東棟・西棟に変更。
  - 4月13日 - 南棟を改築（図書室、図工室）。
- 1991年（平成3年）
  - 2月23日 - 教材園拡張工事完了。
  - 4月12日 - 校庭整備工事完了。
- 1996年（平成8年）
  - 4月 - 国際教室設置。
  - 8月24日 - プレハブ校舎設置（図書室、図工室）。
- 1998年（平成10年）
  - 9月1日 - 耐震補強工事完了（東棟、南棟）。
  - 11月6日 - PC新機種代替設置工事完了
- 1999年（平成11年）11月20日 - 創立50周年記念式典挙行。
- 2000年（平成12年）4月5日 - 校旗が、50周年実行委員から寄贈。
- 2002年（平成14年）3月20日 - プールスロープ設置。
- 2003年（平成15年）
  - 5月 - プール塗装修理。
  - 7月 - 温度保持除湿工事開始。
  - 8月 - 高架水槽交換。
- 2004年（平成16年）
  - 2月 - 温度保持除湿工事完成。
  - 9月 - 東棟トイレ改修工事完成。
- 2005年（平成17年）3月 - 受水槽交換。
- 2006年（平成18年）4月 - 二学期制導入。
- 2007年（平成19年）3月 - PC新機種代替設置。
- 2009年（平成21年）
  - 3月 - 新体育館・特別教室棟完成。
  - 10月 - ウエルカムプランによる図書室のリニューアル実施。
- 2011年（平成23年）
  - 3月 - 電子黒板導入。
  - 4月 - ことばの教室開級。
- 2015年（平成27年）4月 - 三学期制に復す。
- 2018年（平成30年）4月1日 - 放課後児童クラブ用プレハブ棟完成。
- 2019年（令和元年）11月19日 - 創立70周年記念式典挙行。

## 所在地
神奈川県大和市林間1丁目5-18

## 通学地域
出典
- 下鶴間（1732～1742番、1743番、1747番、1774～1784番、1786番、1787～1899番、1901～1944番、2444～2563番（枝番注意、大和小学校の通学区域有り。）、2576番5号～2581番、2620～2662番、2777番、2778～2793番、2840～3040番、3215～3224番、3227～3245番、3252～3257番、3261番）
- 鶴間2丁目（全域）
- 林間1丁目（全域）
- 林間2丁目（全域）

## 進学先
- 大和市立鶴間中学校

## 周辺
- 小田急電鉄江ノ島線南林間駅
- クリエイトSD大和南林間店
- 株式会社日本保育サービス アスク南林間保育園 - 進級前保育園のひとつ
- このほか、中小規模の医療機関や中小規模のマンション・アパート、およびセブンイレブンの店舗も点在する。

## アクセス
- 小田急江ノ島線南林間駅（東口）から、徒歩約180m・約2分。
  - 本校敷地から南林間駅舎までは、直線最短距離で約85mほどだが、歩道設置個所の関係で、約2倍の距離となる。